# Condado de Quiroga-Ballesteros
El condado de Quiroga-Ballesteros es un título nobiliario español creado por el rey Alfonso XIII en favor de Joaquín Quiroga Espín, subsecretario de Gracia y Justicia, mediante real decreto del 12 de marzo de 1931 y despacho expedido el 10 de abril del mismo año.

## Condes de Quiroga-Ballesteros
|                           | Titular                   | Periodo                   |
| Creación por Alfonso XIII | Creación por Alfonso XIII | Creación por Alfonso XIII |
| ------------------------- | ------------------------- | ------------------------- |
| I                         | Joaquín Quiroga y Espín   | 1931-1971                 |
| II                        | Joaquín Quiroga y Díaz    | 1972-1983                 |
| III                       | Joaquín Quiroga Sartorius | 1984-hoy                  |

## Historia de los condes de Quiroga-Ballesteros
- Joaquín Quiroga y Espín (1880-1971), I conde de Quiroga-Ballesteros, diputado a Cortes, gran cruz de Isabel la Católica.[1]

Casó con María Josefa Díaz y Gutiérrez. El 15 de abril de 1972, tras solicitud cursada el 20 de julio de 1971 (BOE del 9 de agosto) y orden del 3 de noviembre del mismo año para que se expida la correspondiente carta de sucesión (BOE del día 27 de ese mes), le sucedió su hijo:
- Joaquín Quiroga Díaz (1919-1983), II conde de Quiroga-Ballesteros.

Casó el 9 de abril de 1955 con Cristina Sartorius Álvarez de las Asturias Bohorques, hija de Fernando Sartorius y Díaz de Mendoza, IV conde de San Luis y III vizconde de Priego, y de María del Carmen Álvarez de las Asturias Bohorques y Goyeneche, hija del IV duque de Gor. El 26 de octubre de 1984, tras solicitud cursada el 27 de marzo del mismo año (BOE del 8 de junio) y orden del 26 de septiembre del mismo año para que se expida la correspondiente carta de sucesión, le sucedió su hijo:
- Joaquín Quiroga Sartorius, III conde de Quiroga-Ballesteros.[5]